# Correlingua
El Correlingua és una cursa semblant a la Korrika basca o la Correllengua catalana per la promoció de la llengua gallega.